# Пушкар Віталій Олексійович
Пушкар Виталій Олексійович (9 травня 1987, Кишинів, Молдавська РСР, нині Молдова) — український ралійний гонщик, майстер спорту України міжнародного класу, віце-чемпіон України з ралі, чемпіон Європи з ралі в заліку ERC Production Cup, пілот ралійної команди The Boar ProRacing.

## Кар'єра в автомобільному спорті

### Чемпіонат України з ралі
Захоплення Віталія Пушкаря автомобільним спортом почалося деякою мірою завдяки дружбі його батька, Олексія Пушкаря, з одеським автогонщиком Ігорем Чаповським. Як вболівальники, Віталій та його майбутній штурман Іван Мішин часто їздили на етапи чемпіонату України з ралі, швидко стали своїми в колі спортсменів та на початку 2009 року були готові почати самостійні виступи. Як автомобіль для дебюту було обрано повнопривідну дволітрову Subaru Impreza, на якій до цього виступав все той же Чаповський.
Перший сезон показав, що Пушкар, попри юний вік, є досить спокійним та розважливим спортсменом. Протягом року він 11 разів вийшов на старт ралійних змагань – і тільки одного разу, на ралі «Буковина», не дістався фінішу через технічні неполадки. Подібна стабільність допомогла Віталію на перший рік виступів стати переможцем чемпіонату України в класі У12.

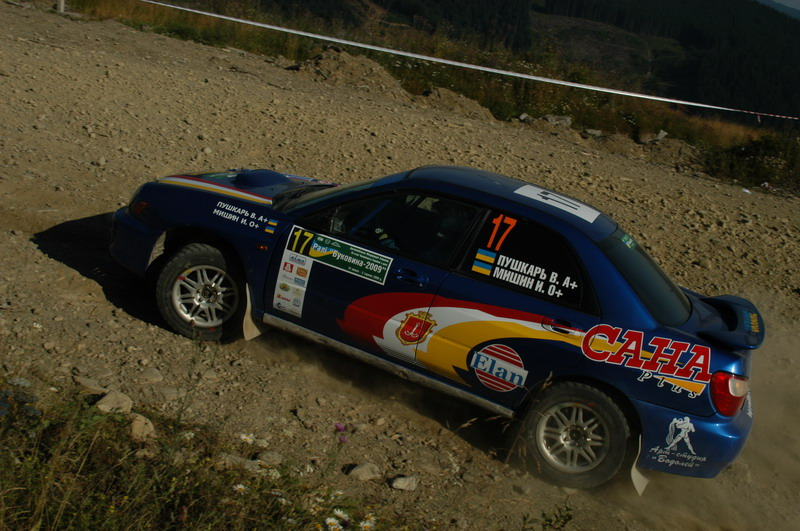
Екіпаж Віталія Пушкаря та Івана Мішина на ралі «Буковина», Чернівці, 2009 рік

Серйозне ставлення Пушкаря до занять автоспортом проявляється в заміні автомобіля на більш сучасний Mitsubishi Lancer Evo IX, а також в зверненні Віталія до досвіда багаторазового чемпіона України з ралі Олександра Салюка-молодшого, який на декілька років стає його тренером. Результати не змушують на себе чекати: вже в травні 2010 року Пушкар виграє свою першу гонку, «Shapovalov Rally Cup», а за підсумками сезону потрапляє в топ-десятку найшвидших пілотів України.
Протягом двох наступних сезонів Віталій стабільно входить до групи лідерів українського ралійного чемпіонату, регулярно фінішує на подіумі в окремих змаганнях. У 2011 році він вперше входить до топ-п'ятірки чемпіонату України в абсолютному заліку, а також виграє свій перший трофей – Кубок Дружби, який разом проводили автомобільні федерації України, Росії та Білорусі. 
Втім найбільш вдалим для одесита стає сезон 2013 року, коли Пушкар всерйоз долучається до боротьби за титул чемпіона України. Перемога в ралі «Чумацький Шлях» та третє місце в ралі «Маріуполь» роблять Віталія одним з фаворитів чемпіонату, втім прикрий схід в ралі «Галіція» послаблює його позиції. Доля чемпіонства вирішується на івано-франківському ралі «Трембіта», яке Віталій виграє – однак для здобуття титулу цього виявляється недостатньо. Чемпіоном України стає напарник Пушкаря по команді Odessa Rally Team Юрій Кочмар, тоді як Віталію залишається тільки звання віце-чемпіона країни .

### Інтерконтинентальна Ралійна Першість IRC
Починаючи з 2010 року Віталій Пушкар постійно збільшує кількість своїх стартів в міжнародних змаганнях. І якщо спочатку мова йде тільки про окремі виїзди на гонки чемпіонатів Латвії та Естонії, то в 2012 році пілот бере повноцінну участь в Інтерконтинентальній Ралійній Першості IRC – другому за рівнем турнірі після чемпіонату світу WRC. 
Поступово опановуючи нове покоління Mitsubishi Lancer Evo X, одесит виграє свою першу міжнародну гонку - румунське Rally Sibiu та закінчує сезон на 6-й позиції в «серійному» заліку IRC Production. Саме в цей час починається щільне та ефективне співробітництво Пушкаря з литовською командою ProRacing, яке дасть плоди вже за два роки.

### Чемпіонат Європи ERC

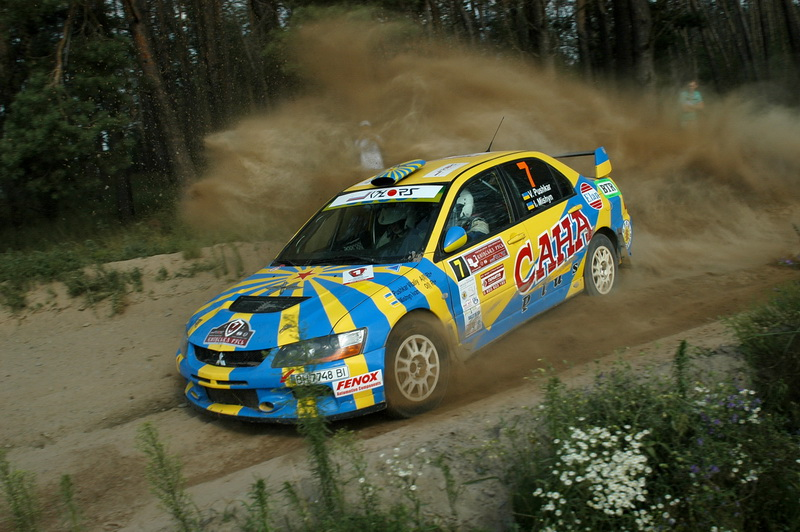
Екіпаж Віталія Пушкаря та Івана Мішина на ралі "Київська Русь", Київ, 2011 рік

2013-й год Віталій Пушкар починає зі старту в чемпіонаті Європи з ралі, в який трансформувалась серія IRC. Непогане п'яте місце в ралі «Лієпая» дає підстави для сприятливих прогнозів, однак продовження не відбувається. Дострокові сходи на ралі Азорських островів, в Бельгії та Румунії змушують Віталія призупинити штурм європейської першості та зосередитись на національному чемпіонаті. 
Набагато краще складається наступний сезон, який стане для Пушкаря тріумфальним. Віталій починає турнір з невдалого вильоту з траси австрійського «Яннер Ралі», однак швидко змінює ситуацію на свою користь, фінішуючи другим в ралі «Лієпая» та виграючи ралі «Акрополіс». Наприкінці сезону ситуація спрощується та ускладнюється водночас: єдиним небезпечним суперником Пушкаря лишається чех Мартін Худєц, який представляє загрозу особливо на гонках з асфальтовим покриттям. Попри це, завдяки спокійній та зваженій тактиці, на двох фінальних асфальтових етапах чемпіонату в Швейцарії та на Корсиці Віталій впевнено переграє конкурента та, набравши 167 очок, стає чемпіоном Європи в заліку Production ERC.

## Результати в міжнародних серіях

### IRC
| Рік  | Учасник           | Автомобіль               | 1   | 2   | 3   | 4   | 5      | 6      | 7   | 8     | 9   | 10     | 11  | 12     | 13     | Поз. | Очки |
| ---- | ----------------- | ------------------------ | --- | --- | --- | --- | ------ | ------ | --- | ----- | --- | ------ | --- | ------ | ------ | ---- | ---- |
| 2012 | Odessa Rally Team | Mitsubishi Lancer Evo IX | POR | ESP | IRL | FRA | ITA 23 | BEL 31 | SMR | ROU 4 | CZE | UKR Сх | BGR | ITA 25 | CYP 20 | 33-й | 12   |

### ERC
| Рік  | Учасник            | Автомобіль              | 1      | 2      | 3   | 4      | 5   | 6      | 7      | 8      | 9      | 10    | 11     | 12     | Поз. | Очки |
| ---- | ------------------ | ----------------------- | ------ | ------ | --- | ------ | --- | ------ | ------ | ------ | ------ | ----- | ------ | ------ | ---- | ---- |
| 2013 | The Boar ProRacing | Mitsubishi Lancer Evo X | AUT    | LAT 12 | ESP | POR Сх | FRA | BEL Сх | ROU Сх | CZE    | POL    | CRO   | ITA    | ITA    | 81-й | 1    |
| 2014 | The Boar ProRacing | Mitsubishi Lancer Evo X | AUT Сх | LAT 8  | ROU | GRC 13 | IRL | POR Сх | BEL 16 | EST 13 | CZE Сх | CYP 9 | ITA 16 | FRA 17 | 37-й | 14   |

### ERC Production Cup
| Рік  | Учасник            | Автомобіль              | 1      | 2     | 3   | 4      | 5   | 6      | 7      | 8     | 9      | 10    | 11    | 12    | Поз. | Очки |
| ---- | ------------------ | ----------------------- | ------ | ----- | --- | ------ | --- | ------ | ------ | ----- | ------ | ----- | ----- | ----- | ---- | ---- |
| 2013 | The Boar ProRacing | Mitsubishi Lancer Evo X | AUT    | LAT 5 | ESP | POR Сх | FRA | BEL Сх | ROU Сх | CZE   | POL    | CRO   | ITA   | ITA   | 24-й | 25   |
| 2014 | The Boar ProRacing | Mitsubishi Lancer Evo X | AUT Сх | LAT 2 | ROU | GRC 1  | IRL | POR Сх | BEL 6  | EST 5 | CZE Сх | CYP 4 | ITA 3 | FRA 2 | 1-й  | 167  |

## Цікаві факти
Виталій Пушкар є першим спортсменом з країни колишнього СРСР, якому вдалося здобути титул чемпіона Європи з ралі.
За період з 2009 по 2014 роки Віталій Пушкар 77 разів виходив на старт ралійних змагань різного рівня, що дозволяє йому посідати 19-й рядок в символічному «Клубі 50», до якого входять українські спортсмени, що мають на рахунку понад 50 стартів в ралі.
Лише одного разу за всю кар'єру штурманом Пушкаря був не Іван Мішин. Це сталося на ралі «Shapovalov Rally Cup» (етап «Кубку Лиманів») 2010 року, де місце другого пілота в екіпажі Пушкаря займав Олександр Салюк-молодший.
На даний момент, маючи за плечима 76 спільних стартів, екіпаж Пушкар/Мішин займає друге місце серед українських тандемів за кількістю проведених разом гонок, поступаючись тільки дуету Валерія Горбаня та Євгена Леонова, на рахунку яких – 88 спільних стартів.
Починаючи з 2010 року на автомобілі Віталія Пушкаря незмінно присутній прапор Військово-повітряних сил СРСР. Це – знак вдячності батькові, Олексію Пушкарю, який свого часу служив в військово-повітряних силах.